# Verzy

Verzy este o comună în departamentul Marne, Franța. În 2009 avea o populație de 1,061 de locuitori.